# Instafamous
Instafamous is een Belgische komische televisieserie die sinds 2020 te zien is op VTM GO. Het is een mockumentary over het leven van een Influencer, haar vrienden en de vele bekende Vlamingen die ze ontmoeten. 

## Verhaal
Fleur is de bekendste influencer van Vlaanderen. Ze belandt in een zwaar ongeval tijdens een instagram-livestream. De beelden zijn zo gruwelijk dat haar account wordt verwijderd. Na een lange coma ontwaakt ze met geheugenverlies, zonder enige herinnering van haar Instagram-carrière.

## Concept
Het concept werd bedacht door Jeffrey Lambrecht en Bob Geraets toen ze merkten dat influencers de meest willekeurige momenten van hun leven in vlogs en instagram-posts aan hun volgers tonen. Het idee van een mockumentary was niet meer ver af, deze keer niet over een bekende artiest of celeb zoals bij Het Geslacht de Pauw, maar wel over de wereld van social media. De reeks speelt zich af in Antwerpen en focust op drie hoofdpersonages: Fleur, Billie en Roel. Hun leven wordt één voor één beïnvloedt door het ongeluk van Fleur. Samen belandden ze in een aantal absurde situaties en ontmoetten ze heel wat bekende Vlamingen die op hun beurt nog gekker lijken dan de influencers zelf. Ook het bekijken van stories zonder registratie is populair onder Instafamous-gebruikers. 
Instafamous is de eerste humoristische webserie van Vlaanderen en telt 15 afleveringen van ongeveer 10 minuten. Daarnaast werd de reeks ondersteund door het instagram kanaal het fictieve personage Fleur (@instafamousfleur) dat dient als een parodie op echte influencer pagina's.

## Cast
- Jade Mintjens als influencer Fleur
- Jennifer Heylen als manager en vriendin Billie
- Dempsey Hendrickx als komiek en acteur-in-wording
- Manou Kersting als Wolter Boom, de machtsgeile CEO van The Influencer Agency
- Peter Hens als Oliver, de broer van Fleur

Verschillende bekende Vlamingen en influencers hebben een cameo als zichzelf in de reeks, onder andere: 
- Alex Agnew[3]
- An Lemmens
- Jan Verheyen
- Vincent Banić
- Fabrizio Tzinaridis
- Lize Feryn
- Sean Dhondt
- Eline De Munck
- William Boeva
- Jan Schepens
- Katja Retsin
- Andy Peelman
- Amelie Albrecht
- Soe Nsuki
- Nicolas Caeyers
- Flor Decleir
- Sam Gooris
- Bockie De Repper
- Céline Dept
- Luna Stevens